# Don Walchuk
Don Walchuk, född den 6 mars 1963 i Melville, Saskatchewan, är en kanadensisk curlingspelare.
Han tog OS-silver i herrarnas curlingturnering i samband med de olympiska curlingtävlingarna 2002 i Salt Lake City.